# Дюла (Угорщина)

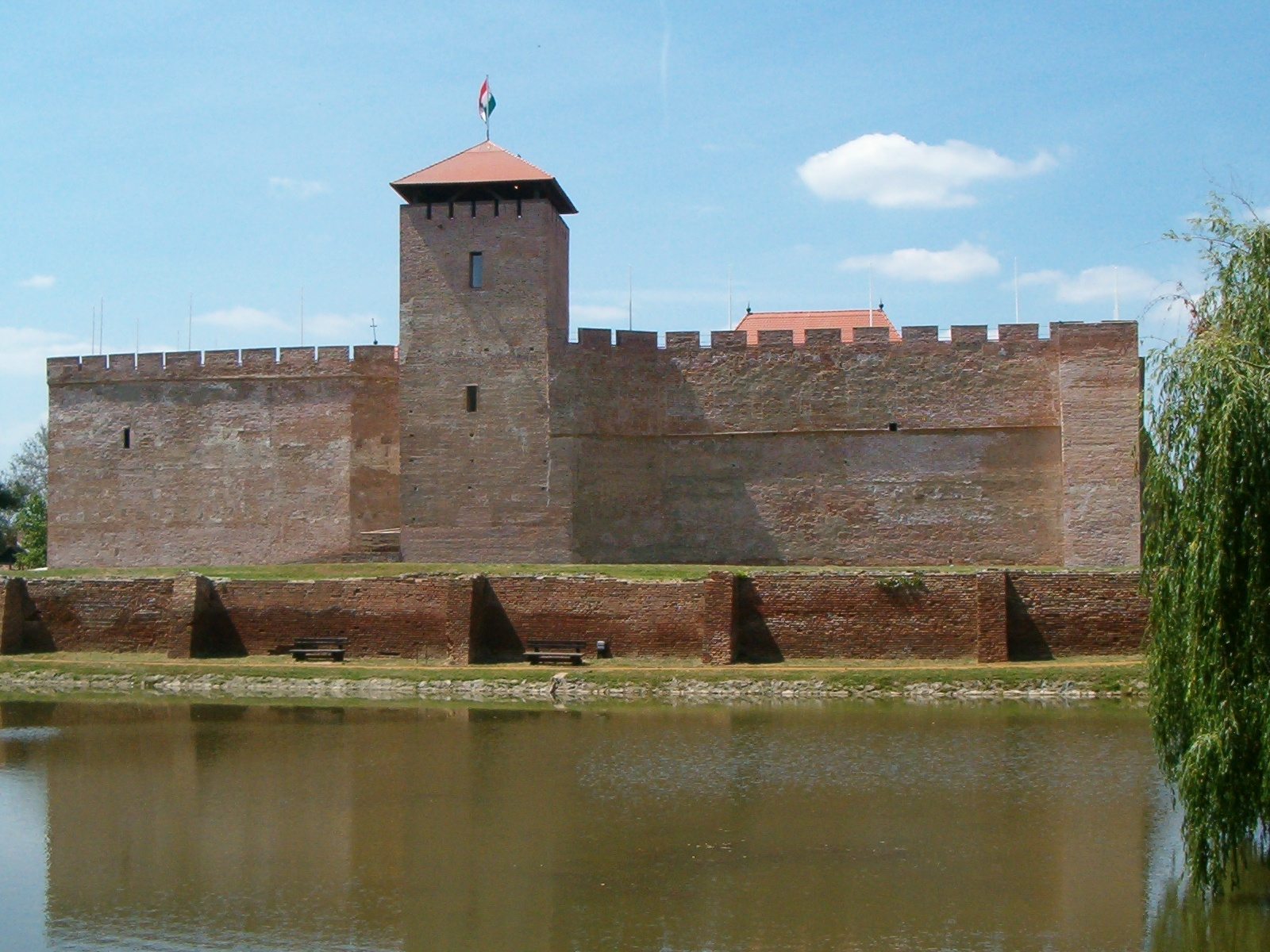
Фортеця

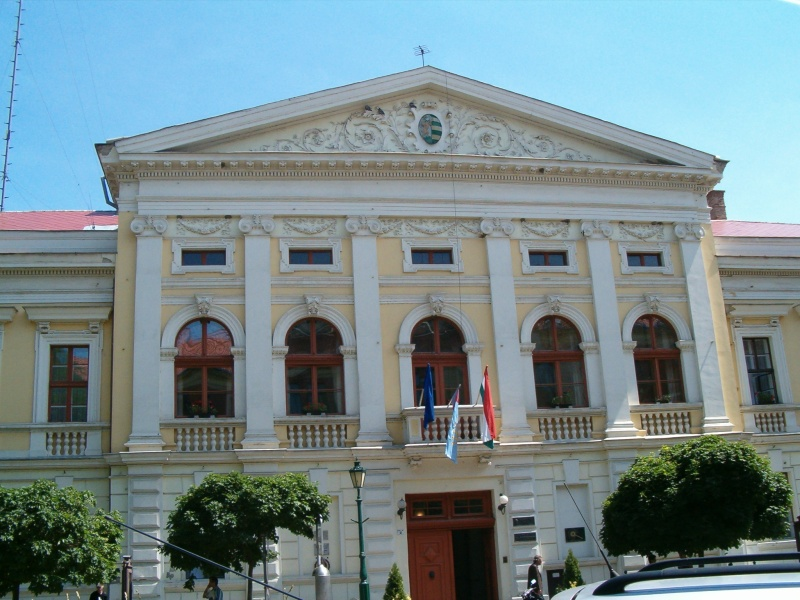
Ратуша

Дю́ла (угор. Gyula вимовляється [ˈɟulɒ] ( прослухати); нім. Jula; рум. Jula або Giula; тур. Göle) — місто на південному сході Угорщини, друге за величиною місто медьє Бекеш після столиці — Бекешчаби. Місто займає площу 255,80 км², на якій проживає 32 239 жителів.

## Географія і транспорт

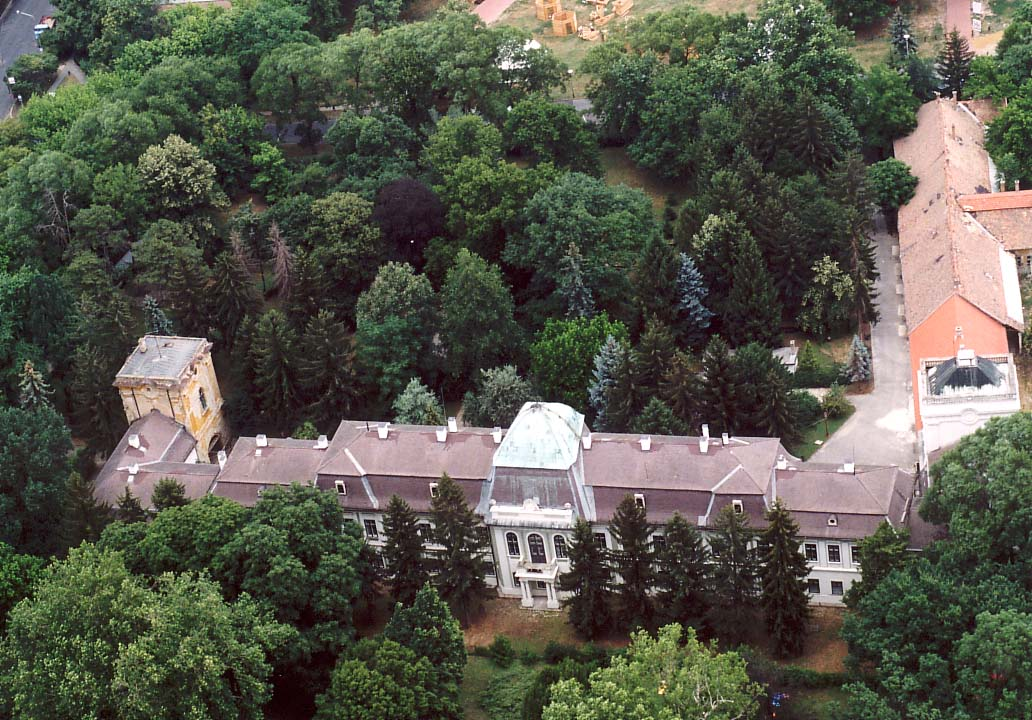
Замок Алмаші

Місто розташоване за 200 кілометрів на південний схід від Будапешта та за 15 кілометрів на південний схід від Бекешчаби. За 5 кілометрів на схід від міста проходить кордон з Румунією. Найближче до Дьюли румунське місто — Арад (50 кілометрів). Через місто протікає річка Фехер-Кереш (Білий Кереш), яка за кілька кілометрів нижче Дьюли впадає в Кереш.
Автодороги ведуть від Дьюли в сторону Бекешчаби і кордони з Румунією.
Залізнична гілка з'єднує Дьюлу з Бекешчабою. Час шляху на поїзді до Будапешту 3-4 години.

## Історія
Перша згадка про поселення датується 1313 роком, коли був заснований монастир, що називався по латині Julamonustr. У 1332 році поселення, які формувалися навколо монастиря отримала ім'я Дьюла. Існують дві версії походження назви: одна зводить назву міста до особистого імені Дьюла (можливо, належав засновнику монастиря і поселення), інша до назви одного з угорських племен.
З XV століття Дьюла стала центром комітату Бекеш.
1810 року в Дьюлі народився знаменитий угорський композитор Ференц Еркель, автор державного гімну країни.
У середині XX століття після початку використання термальних вод Південного Альфельду в лікувальних цілях, Дьюла стала містом — курортом. 1959 року тут була відкрита перша купальня, 1969 року отримала статус лікарні знаменита Замкова купальня. 1985 року Дьюлі був присвоєний статус курорту-санаторію Міністерством охорони здоров'я Угорщини.

## Населення
Переважна більшість населення міста складають угорці, найбільш значна національна меншина — румуни. За даними перепису 2001 року 94,2 % населення Дьюли — угорці, 2,3 % — румуни, 1,6 % — німці, 0,4 % — цигани і 0,3 % — словаки. Незважаючи на невеликий відсоток сучасного румунського населення Дьюла історично була центром румунської діаспори в Угорщині. Тут розташовуються кілька румунських громадських і національно-культурних організацій, а також резиденція православного єпископа Угорщини Румунської православної церкви.

## Відомі особистості
В поселенні народились:
- Золтан Бай (1900—1992) — угорський фізик.
- Едіт Фаркаш (1921—1993) — новозелландська дослідниця Антарктики.

## Пам'ятки
- Фортеця — чудово збережена середньовічна фортеця.
- Замок Алмаші — замок сім'ї графів Алмаші. Оточений великим парком, у якому розташована «Замкова купальня», вода в яку подається з термальних джерел.
- Румунський православний собор. Побудований 1867 року.
- Міська ратуша.